# Oxira grisea
Oxira grisea là một loài bướm đêm trong họ Noctuidae.